# ده بزرغ (بابويي)
ده بزرغ (بالفارسية: ده بزرگ) هي قرية تقع في إيران في قسم بابويي الريفي. يقدر عدد سكانها بـ 34 نسمة بحسب إحصاء 2016.